# Pfarrhaus (Oberigling)

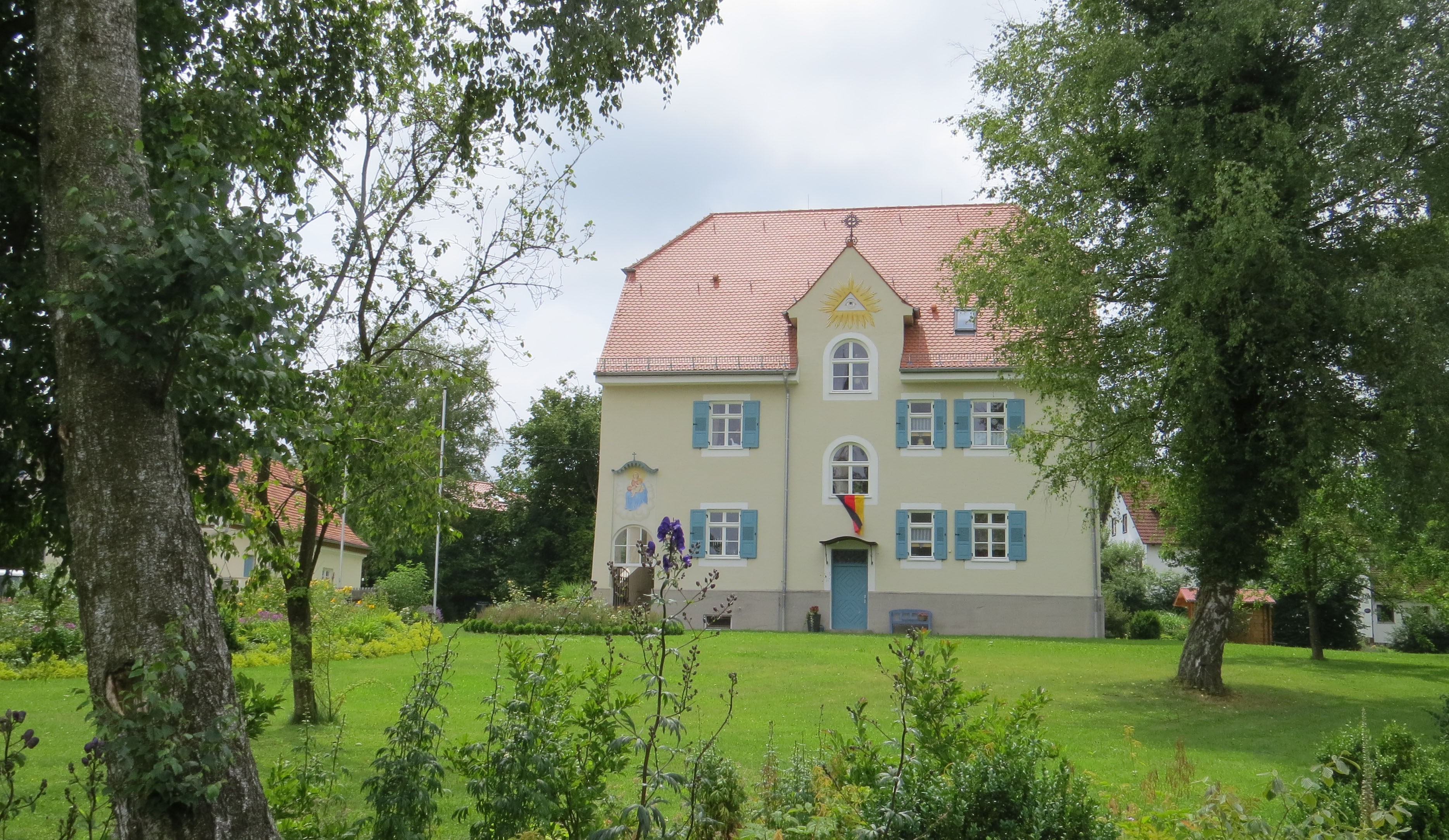
Ehemaliges Pfarrhaus in Oberigling, Nordseite

Das Pfarrhaus in Oberfinning, einem Gemeindeteil von Igling im oberbayerischen Landkreis Landsberg am Lech, wurde 1905 errichtet. Das ehemalige Pfarrhaus an der Pfarrgasse 2, neben dem später abgebrochenen Vorgängerbau, ist ein geschütztes Baudenkmal.

## Beschreibung
Der zweigeschossige Putzbau mit Halbwalmdach in reduzierten Formen des Jugendstils besitzt Fenster mit einfachen Putzfaschen. Der erhöhte Eingang an der östlichen Schmalseite wird über einen offenen Vorraum erreicht. An der nördlichen Traufseite ist mittig ein Dacherker mit Satteldach und Rundbogenfenster vorhanden. In derselben Achse führt ein Eingang in das Treppenhaus mit doppelläufiger Podesttreppe. Von der ursprünglichen Fassadenmalerei hat sich das mit einem geschweiften Kupferdach geschützte Wandbild der Muttergottes erhalten.